# ダイヤモンドの功罪
『ダイヤモンドの功罪』（ダイヤモンドのこうざい）は、平井大橋による日本の漫画。『週刊ヤングジャンプ』（集英社）において、2023年11号から連載中。圧倒的なスポーツの才能をもつ少年の活躍と苦悩と、彼に狂わされていく周囲の人々を描いた野球漫画である。「このマンガがすごい!2024」オトコ編では1位に、「マンガ大賞2024」では5位に選出された。

## あらすじ
圧倒的な才能からどんなスポーツに挑戦してもすぐに経験者より上達する小学5年生の綾瀬川次郎は、自分のせいで負ける人や挫折する人が生まれてしまうことに悩み、孤独感を覚えていた。そんな中、次郎は弱小ながら皆が楽しくプレーしている少年野球チーム「足立バンビーズ」に入団する。チームメイトと打ち解けた次郎は野球の楽しさを知っていったが、次郎の才能に魅了されたバンビーズの監督はU12日本代表の選考会に無断で応募する。

## 登場人物
綾瀬川 次郎（あやせがわ じろう）
ポジションは投手。小学生離れした身長と圧倒的なスポーツの才能をもつ。どんなスポーツでもすぐに経験者より上達するため、周囲と馴染めずにいた。明るく優しく賢い性格であり、皆で楽しくプレーすることを望む一方で、自分のせいで負けたり挫折したりする人がいることに苦悩する。カリスマ性と魔性をあわせ持つ少年。
五十嵐 温之（いがらし はるゆき）
通称「イガ」。ポジションは捕手。足立バンビーズ所属。次郎の球は速すぎて捕球できない。
安田 祐樹（やすだ ゆうき）
通称「ヤス」。足立バンビーズ所属。社会人野球の元エースである父から期待を背負わされている。
足立バンビーズ監督
足立バンビーズの監督。次郎の才能に魅了され、U12日本代表の選考会に無断で応募する。
雛 桃吾（ひな とうご）
ポジションは捕手。寝屋川ファイターズ所属。U12日本代表では4番打者および正捕手を務める。
巴 円（ともえ まどか）
ポジションは投手。寝屋川ファイターズ所属。U12日本代表では控え投手となるが、ベンチから積極的に声をかける。
椿 宗一郎（つばき そういちろう）
ポジションは一塁手。U12日本代表ではキャプテンを務める。
天野倉 奈津緒（あまのくら なつお）
ポジションは三塁手。U12日本代表では次郎と同部屋となる。
並木（なみき）
U12日本代表の監督。現役時代に首位打者を複数回獲得している。
真木（まき）
U12日本代表の投手コーチ。次郎のことを気にかけている。
関根（せきね）
U12日本代表のトレーナー。日本代表のスタッフを10年以上にわたって務めている。

## 沿革
2023年2月9日発売の『週刊ヤングジャンプ』2023年11号で連載が開始した。本作は平井の初連載作品となる。2023年6月19日にはYouTubeで1巻発売記念PVが公開された。
2025年6月までに累計発行部数は160万部を突破している。
作者の平井大橋は、ヤングジャンプの「1億円40漫画賞」の野球部門受賞作の『ゴーストバッター』『ゴーストライト』が人生で初めて描いた漫画であり、それまでに漫画を描いた経験はなかった。そこから、週刊連載の激しい競争のなかで、わずか2年半という非常に早いスピードで初連載までこぎつけた。当初、ヤングジャンプでは既に人気の野球漫画が2本あったが、平井がこのキャラクターたちと野球に賭けていたため、編集部は連載を決定した。「このマンガがすごい！」1位作品は通常インタビューされるのが慣例だったが、平井の受賞にあたっては担当編集が代わりにインタビューを受ける異例の措置が取られた。担当編集は平井を『人間愛に溢れている方なので、人のことをよく観察している』と評している。

## 評価
「次にくるマンガ大賞 2023」コミックス部門では7位に選出された。「このマンガがすごい!2024」オトコ編では1位に選出された。「全国書店員が選んだおすすめコミック2024」では4位に選出された。「マンガ大賞2024」では5位に選出された。
漫画ライターのちゃんめいは2023年のベスト漫画5選に本作を挙げ、「極限まで“才能”を突き詰めたヒリつくようなストーリー展開、壮絶さに身震いが止まらない」と評している。漫画ライターのもり氏は、「読者の大多数が一般人であることからして、俯瞰で天才側が受け止め続ける苦しみの深さから学べる部分は大きい」と評している。産経新聞記者の本間英士は、「従来とは異なる切り口で新たな野球漫画のあり方の一つを示した」と評している。読売新聞編集委員の石田汗太は、「初めての連載作品とは思えないほどストーリーテリングが上手い」と評している。ライターのHonda Yuukiは、登場人物の芝居がかっていない口語の表現によって、微妙にすれ違っていく人間関係が秀逸に描写されていると評している。『スクリーン・ラント』のマルセル・グリーンは、野球はアクションが重視されるスポーツではないにもかかわらず、スポーツ漫画では滅多に見られないような鋭いグラフィックで投球・安打・捕球・走塁といった動きのある部分が描かれていると評している。

## 作風とテーマ
ライターのHonda Yuukiは、本作のテーマは「天才の苦悩」であり、「圧倒的才能がもたらす負の側面」がはっきりと描かれた作品であると述べている。漫画ライターのちゃんめいは、本作で描かれているのは従来のスポーツ漫画のような「友情、努力、勝利」ではなく、「人の妬み嫉みといった薄暗い感情と、天才ゆえの計り知れない孤独」であると述べている。漫画ライターのもり氏は、本作の「高みに行き過ぎた人間の孤独と、自分になら何を言っても構わないのだという弱者の驕りに対してのやり場のない怒り」が読者に刺さったと述べている。

## 書誌情報
- 平井大橋『ダイヤモンドの功罪』集英社〈ヤングジャンプ コミックス〉、既刊8巻（2025年4月17日現在）
  1. 2023年6月19日発売[1][16]、ISBN 978-4-08-892767-1
  2. 2023年7月19日発売[17]、ISBN 978-4-08-892768-8
  3. 2023年10月19日発売[18]、ISBN 978-4-08-892864-7
  4. 2023年12月19日発売[19]、ISBN 978-4-08-893071-8
  5. 2024年3月18日発売[20]、ISBN 978-4-08-893205-7
  6. 2024年6月19日発売[21]、ISBN 978-4-08-893266-8
  7. 2024年9月19日発売[22]、ISBN 978-4-08-893383-2
  8. 2025年4月17日発売[23]、ISBN 978-4-08-893509-6